# Langemarckstraße (Bremen)

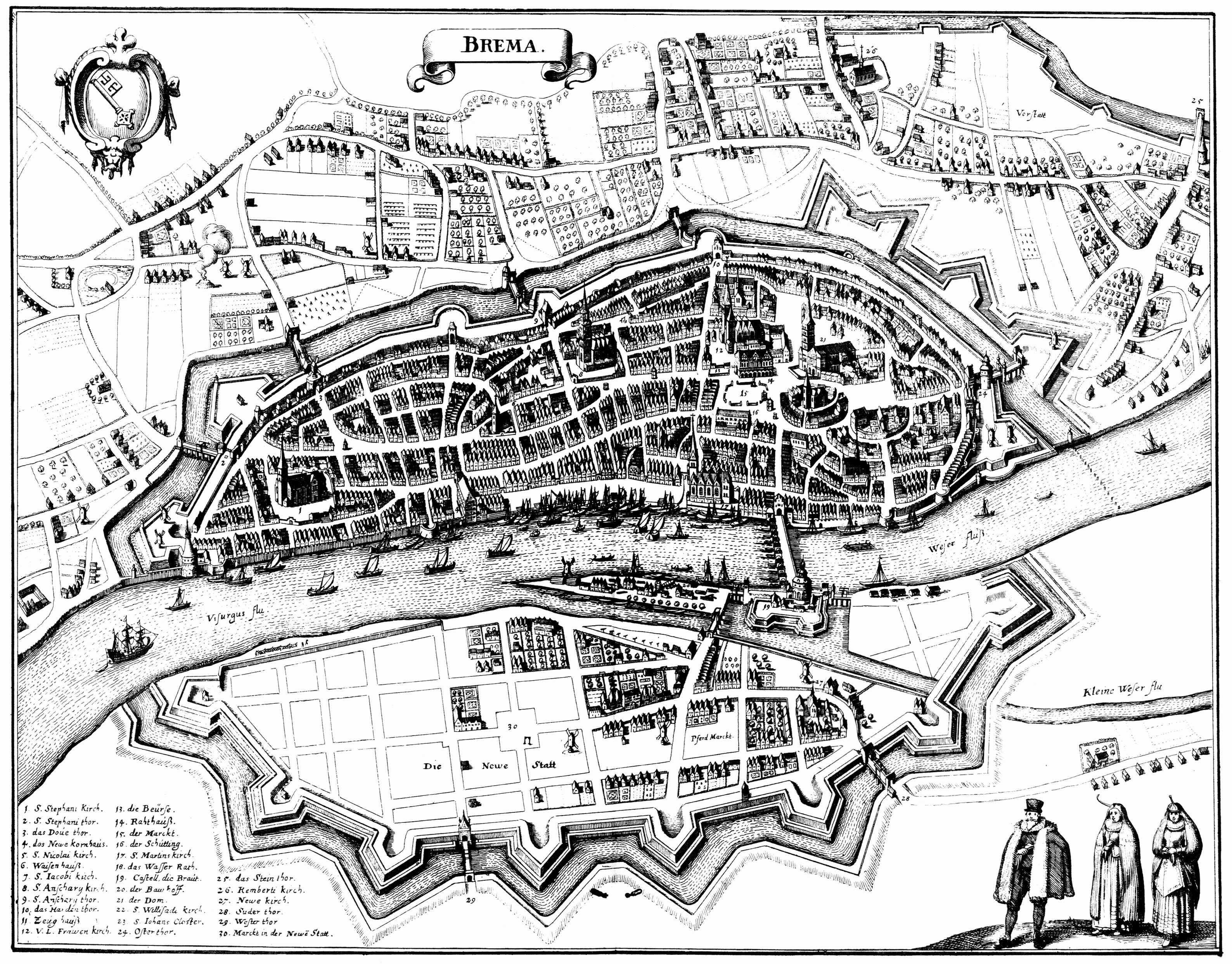
Merianplan von 1641, südlich der Weser die Neustadt

Die Langemarckstraße ist eine historische Straße in Nord-Süd-Richtung in der Bremer Neustadt (Bremen). Sie ist eine der drei zentralen Hauptstraßen, die von der Neustadt zum Stadtzentrum führen. Sie führt von der Bürgermeister-Smidt-Brücke vorbei am Teerhof über die Kleine Weser zur Neuenlander Straße / Duckwitzstraße.
Die Querstraßen wurden u. a. benannt als Am Deich nach dem Neustadtsdeich der Weser, Grünenstraße nach den Kastanien und Linden, die von 1689 bis 1849 an dieser alten Straße standen, Westerstraße nach ihrer westlichen Lage, Große Annenstraße nach dem Vornamen Anne, Große Johannisstraße nach dem Vornamen Johann, 1626 als Johannissgasse benannt, Neustadtswall und Neustadtscontrescarpe nach den Neustadtswallanlagen und der Contrescarpe, der gegenüberliegenden Grabenseite und Neuenlander Straße nach dem Straßendorf Neuenland bzw. der Geländeflur aus dem 13. Jahrhundert.

## Geschichte

### Namen
Die Straße hieß seit dem 18. Jahrhundert Neue Allee, nach 1800  dann nördlich Große Allee und bis zum Stadtgraben Kleine Allee. Der südliche Teil der Straße hieß ab Neustadtscontrecarpe Meterstraße.
 Der ganze Straßenzug wurde 1937 durch die Nationalsozialisten nach dem belgischen Ort Langemarck benannt. Dort fand im Ersten Weltkrieg am 10. November 1914 ein deutscher Durchbruchsversuch statt, der etwa 2000 Mann Verluste kostete. Im Mythos von Langemarck wurde dieses verlustreiche Gefecht im Deutschen Reich verklärt und insbesondere in der Zeit des Nationalsozialismus propagandistisch instrumentalisiert.
Nachdem bereits in der Weimarer Republik zahlreiche Langemarckstraßen entstanden waren, nahm ihre Zahl seit der Machtergreifung der Nationalsozialisten im Jahre 1933 exponentiell zu. Nach dem Ende des Zweiten Weltkriegs wurden die meisten davon umbenannt. Übrig geblieben sind rund dreißig Langemarckstraßen, -wege und -plätze, die sich ausschließlich in den alten Bundesländern befinden.

#### Initiativen zur Umbenennung
Initiativen zur Umbenennung der Bremer Langemarckstraße in den Jahren 1982 und 2005 hatten keinen Erfolg. Aufgrund einer neuen Initiative beschloss der Beirat Neustadt im Dezember 2022 einstimmig die Umbenennung in Georg-Elser-Allee. Die Umsetzung wird seitdem von der Bremer Verwaltung geprüft.
Bereits im November 2022 schrieben Vertreter der belgischen Gemeinde Langemark-Poelkapelle, des In Flanders Fields Museum in Ypern und der Universität Kent in Canterbury an den Bremer Bürgermeister und stellten eine Umbenennung infrage, weil Langemarck mittlerweile eine Metapher der Versöhnung und der Erinnerungs- und Friedensarbeit sei.
Das Staatsarchiv Bremen riet im Mai 2023 aus historischen Gründen von einer Umbenennung ab. Der Bremer Senat erklärte im Juli 2024, er wolle eine Bürgerbefragung durchführen. Im Rahmen einer Petition hatte die „Interessengemeinschaft Langemarckstraße“ bis zu diesem Zeitpunkt 1700 Stimmen für den Erhalt des bisherigen Straßennamens gesammelt.
Das Staatsarchiv Bremen eröffnete am 15. April 2025 eine bis Juni dauernde Wanderausstellung „Bremen Langemarck/-straße. Missbrauchte Geschichte oder Gemeinsames Gedenken?“ Es handelt sich um ein gemeinsames Projekt mit der Gemeinde Langemark-Poelkapelle, dem In Flanders Fields Museum und der Universität Kent, das sich die dreißig deutschen Städte mit einer Langemarckstraße richtet. Das Staatsarchiv Bremen ergänzte die Wanderausstellung um Texte und Exponate mit Bezug zu der in Bremen laufenden Umbenennungsdebatte.
Wie Anfang April 2025 ein Sprecher des Neustadter Beirats, der die Umbenennung in Georg-Elser-Allee bereits im Dezember 2022 einstimmig beschlossen hatte, mitteilte, soll das Verfahren bis Mitte 2026 abgeschlossen sein. Der Bremer Senat habe nach Protesten gegen die beschlossene Umbenennung eine stärkere Bürgerbeteiligung eingefordert. Das letzte Wort bei der Entscheidung über den künftigen Namen der Langemarckstraße habe jedoch der Beirat.

### Entwicklung
Im 17. Jahrhundert musste die Bremer Stadtbefestigung aus wehrtechnischen Gründen umgestaltet und ausgebaut werden. Die Bremer Neustadt wurde zunächst weniger aus Platzbedarf angelegt, sondern um Bremen auch am linken Weserufer durch Befestigungsanlagen zu schützen. Nur schleppend wurde die Alte Neustadt besiedelt. Der größere Flächenanteil blieb noch  längere Zeit Gartenland.

In der Alten Neustadt entstand die Neue Allee, die zur Hohe Thors Bastion führte, zunächst von der Weser kommend sehr breit als Allee danach ab Westerstraße noch schmal.
19. Jahrhundert

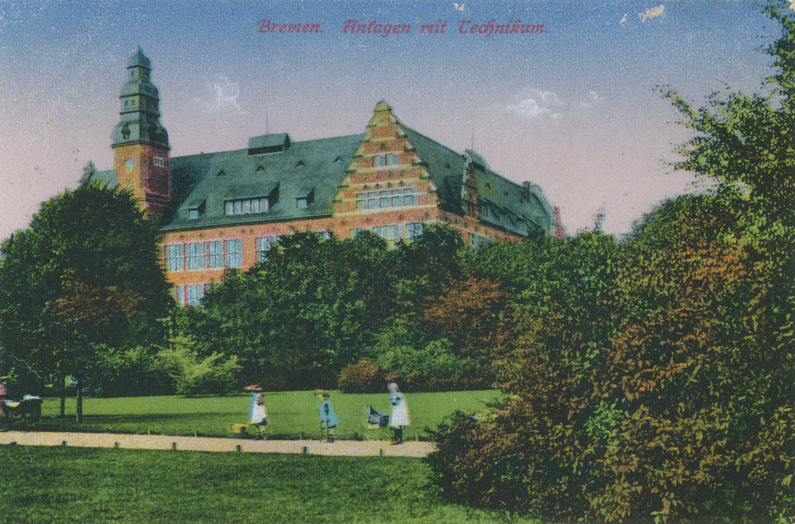
Technikum Bremen vor 1917

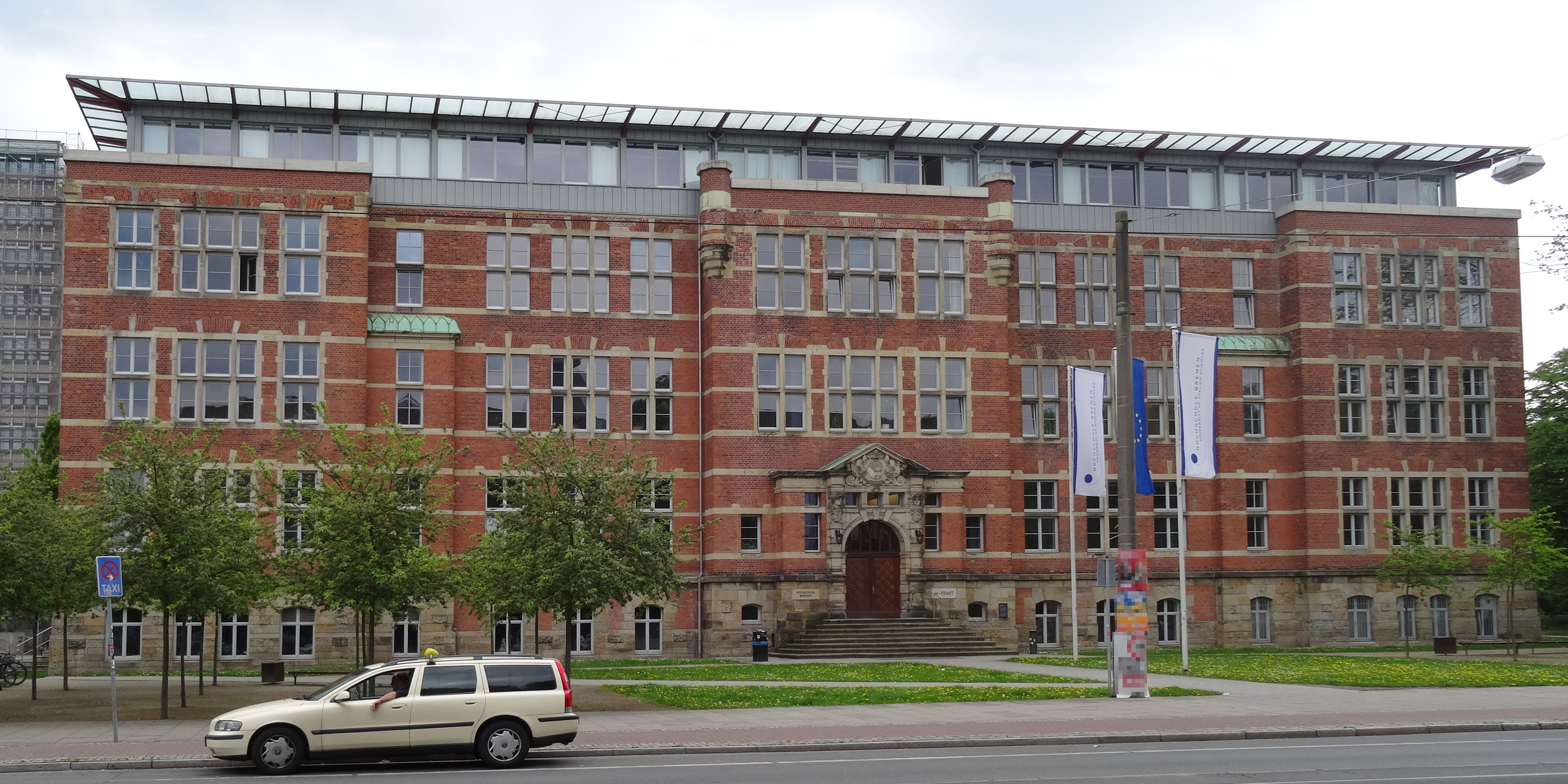
Hochschule Bremen: M-Trakt

Die Befestigungsanlagen waren um 1800 nicht mehr zeitgemäß und sie wurden abgetragen. Die Neustadt konnte sich gemächlich bis zur Neuenlander Straße ausweiten. Der vordere Teil der Straße führte den Namen Große Allee und ab Westerstraße Kleine Allee. Noch wurde der Verlauf der Straße bis 1891 durch den Stadtgraben unterbrochen
1875 erfolgte der Bau der Kaiserbrücke an der Stelle der heutigen Bürgermeister-Smidt-Brücke und verband über die Weser erstmals die damalige Große Allee mit der Bürgermeister-Smidt-Straße im Stadtteil Mitte. Im 19. Jahrhundert standen überwiegend zwei- aber auch dreigeschossige Gebäude an der Straße. Der Neustadtsgraben wurde hier erst 1891 zugeschüttet und stattdessen darauf erhaltene und später ausgebaute Grünanlagen angelegt. 1894 entstand die später so bezeichnete Schule an der Langemarckstraße, die im Südwestflügel das erste Technikum aufnahm. 1906 wurde dafür ein Neubau gegenüber der Schule eröffnet, heute der M-Trakt  der Hochschule Bremen. Diese Bauten und die Grünanlage prägen noch heute die Straße.

1909 erfolgte auf Initiative von Carl Schütte der weitere Ausbau der Straße (damals Meterstraße) nach Süden bis zur Neuenlander Straße.
Im Zweiten Weltkrieg erlitt der wesernahe, nördliche Bereich der Straße erhebliche Zerstörungen. Nach dem Krieg wurde die zerstörte Brücke über die Weser 1952 als Bürgermeister-Smidt-Brücke eingeweiht und damit die Verbindung von der Langemarckstraße zur Innenstadt wieder hergestellt.
Durch die Beck-Brauerei entstanden zur Weser hin an der Westseite bis zu fünfgeschossige Industriebauten. Auf dem früheren Platz Grüner Kamp war nach 1945 ein Parkplatz und ist dann nach 2000 das Beck’s-Logistikzentrum der Brauerei gebaut worden. Gegenüber stehen die Gebäude von ehemals Jacobs-Kaffee, die sich heute im Eigentum der Kraft Foods Group befinden.

### Verkehr
Die erste elektrische Straßenbahn in der Neustadt fuhr über die Kaiserbrücke zur Großen Allee. Diese Strecke wurde 1887 erbaut und 1890 elektrifiziert.
Die Langemarckstraße wird heute (2020) durch die Straßenbahn-Linien 1 / N1 (Huchting – Bf Mahndorf) und 8 (Huchting – Kulenkampffallee) befahren.
Im Stadtbusverkehr durchfahren die Straße die Buslinien 26 (Überseestadt ↔ Kattenturm), 27 (Weidedamm-Nord ↔ Brinkum-Nord) und 63 (Hauptbahnhof ↔ Güterverkehrszentrum), sowie die Nachtlinie N9 (Neue Vahr-Nord ↔ Kattenturm). Des Weiteren verkehren die Regionalbuslinien 101, 102, 120, 121, 226, 750 und N12.

## Gebäude
Südlich der Grünanlagen bis zur Neuenlander Straße entstanden zwei- dann drei und später viergeschossige Wohn- und Geschäftshäuser, davon viele Bauten von um 1900. Erwähnenswert sind u. a.:
- Nr. 4: 36-Meter hohes Jacobs-Fabrikationshochhaus von 1962 nach Plänen von Theodor Rosenbusch; später als Bürohaus bei Kraft bzw. aktuell deutsche Zentrale von  Mondelēz International. 2008 wurde das Gebäude saniert.
- Nr. 12/16: Sechsgeschossiges Verwaltungsgebäude von Kraft
- Das Beck’s-Logistikzentrum nach Plänen von Schulze und Pampus von nach 2000 mit grünen, transluzenten Glasbausteinen; die Fassadengestaltung wurde 2010 mit einem Bremer BDA-Preis ausgezeichnet.
- Nr. 113: Ehemalige dreigeschossige,  historisierende, denkmalgeschützte Schule der Langemarckstraße von 1894 nach Plänen von Heinrich Flügel vom (Hochbauinspektion Bremen) mit einer Backsteinfassade. Bis 1938 hieß sie Schule an der Kleinen Allee und war eine Volksschule mit 16 Klassen.[12] Hier war von um 1988 bis 2010 der Sitz des Ortsamtes Neustadt/Woltmershausen. Heute (2016) sind hier u. a. eine Kindertagesstätte, das Patent- und Normenzentrum der Hochschule Bremen und Einrichtungen des Studentenwerks Bremen untergebracht.
- Nr. 116: 5-geschossiger M-Trakt der Hochschule Bremen von 1906 nach Plänen von Hugo Wagner mit einer Klinkerfassade und Gliederungen aus Sandstein; 2002 nach Plänen von Wolfram Dahms und Frank Sieder in Glas und grauen Brüstungselementen aufgestockt.
- Nr. 138: Sitz des Arbeiter-Samariter-Bundes Bremen
- Nr. 308/310 als Eckhaus: Viergeschossiges verputztes denkmalgeschütztes Wohn- und Geschäftshaus Neuenlander Straße 16 von 1930 nach Plänen von Adrian Albrecht[13]

Kunstobjekte

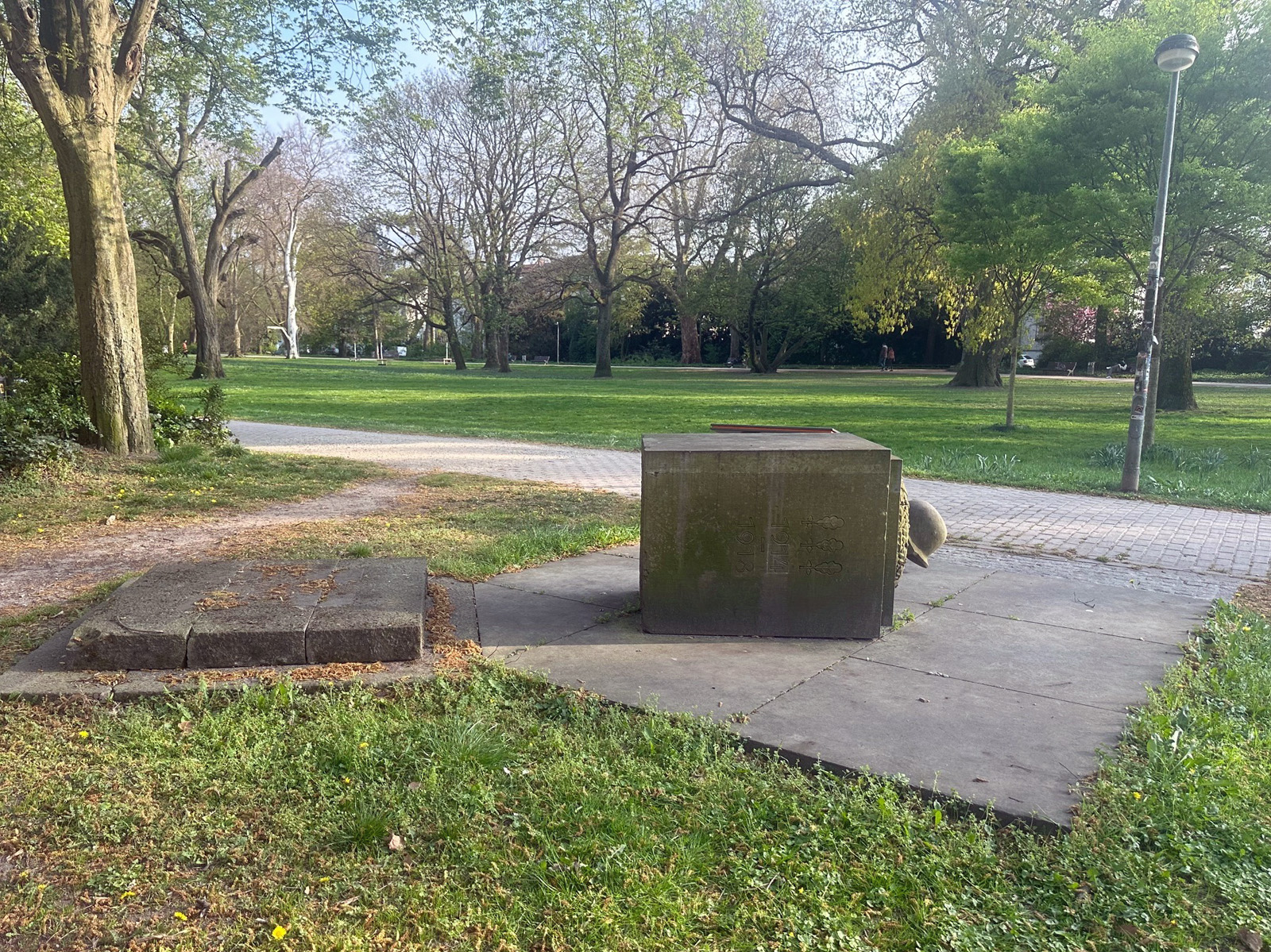
Gefallenen-Ehrenmal der Technischen Lehranstalten im Jahre 2025

- Gefallenen-Ehrenmal der Technischen Lehranstalten im Jahre 2025Gefallenen-Ehrenmal der Technischen Lehranstalten von 1934[14] vor dem M-Trakt der Hochschule Bremen nach einem Entwurf von  August Traupe. Es diente dem Gedenken an die rund zweihundert im Ersten Weltkrieg gefallenen Studenten und Lehrkräfte der Technischen Lehranstalten. Es hatte keinen Bezug zum Mythos von Langemarck, die heutige Langemarckstraße hieß in diesem Abschnitt damals noch „Kleine Allee“. Das Denkmal wurde 1988 umgestoßen und beschädigt. 1992 wurde es im umgestürzten Zustand auf eine Platte gelegt und durch eine erklärende Tafel in ein Mahnmal umgewandelt. Wegen des Neubaus eines Cafés vor der Hochschule wurde das Mahnmal 2020 abgebaut, saniert und rund 25 Meter südlich vom ursprünglichen Standort in den Neustadtswallanlagen im umgestürzten Zustand neu errichtet.[15]